# Lernerindex
Lernerindexet beskriver ett företags marknadsmakt. Indexet är uppkallat efter sin skapare Abba Lerner som introducerade det 1934. 
Indexet definieras
{\displaystyle L={\frac {P-MC}{P}}}
där P är det pris företaget tar ut för sin vara och MC är företags marginalkostnad.
Indexet kan ta ett värde mellan 0 och 1. Där 0 indikerar att företaget inte har någon marknadsmakt medan 1 innebär att företaget har total marknadsmakt (monopol).